# 하인츠 구데리안
하인츠 빌헬름 구데리안(Heinz Wilhelm Guderian, 1888년 6월 17일 ~ 1954년 5월 14일)는 제2차 세계 대전에서 활약한 독일의 군인, 군사이론가이다. 폴란드 및 프랑스 침공에서 전차부대 지휘관으로 전공을 올렸고, 대소련 초기 승전에 기여했다.
구데리안은 제2차 세계대전 개전 이전 국가방위군에서부터 차량을 이용한 기동전술을 선도했다. 예컨대 그는 전차병들 간에 라디오 의사소통을 하도록 했고 매우 위력적인 충격전술을 고안했다. 1940년, 구데리안은 전차부대를 이끌고 스당에서 프랑스군 방어선을 돌파, 프랑스의 항복을 받아내는 데 기여했다. 1941년 구데리안은 모스크바를 공격하려 했으나 구데리안과 견해가 첨예하게 불일치했던 히틀러의 명령에 의해 공격이 지연되었다. 모스크바 공방전에서 독일군이 패배하고 구데리안은 예비역으로 전역당했다. 이로써 구데리안의 영향력은 끝났다.
스탈린그라드 전투의 패배 이후 히틀러는 산산이 흩어진 기갑군을 재건하는 책임을 구데리안에게 맡겼지만 구데리안은 다른 장성들과 불화하여 권한도 겨우 되찾았다. 이후 육군 장군참모장으로 임명되었지만 이때쯤 되면 히틀러가 스스로 육군총사령관 노릇을 하고 있었으므로 이는 상징적인 임명에 지나지 않았다. 전쟁이 끝난 뒤 구데리안은 1945년에서 1948년까지 미군에 붙잡혀 있다가 무혐의로 풀려났다. 이후 서독 연방군 재무장 고문을 지냈다.

## 생애

### 제2차 세계 대전전까지
1888년 바이크센 강변의 도시 쿨름에서 프로이센 왕국 서부 쿨름(Kulm)에서 태어났다. 육군 장교의 아들이다. 이 마을은 제2차 세계대전 이후에 폴란드령이 되어 헤움노(Chełmno)로 이름이 바뀌었다.
1901년부터 1907년까지 다양한 군사학교들을 전전한 그는 1907년 하노버 엽병 대대에 입대하였으며, 1911년 제3무선통신 대대로 배속된 그는 1913년 마르가레테 괴르네와 결혼하여 두 아들을 낳았다. 제1차 세계 대전 당시 그는 통신장교로서 복무하였으며, 코프렌츠 제3통신대대에 근무하여 무선 기술을 익히게 되었다. 전후 베르사이유 조약에 의해 10만으로 감축된 독일군에 남아 제10엽병대대의 대대장으로서 당시 조약이 금지하고 있던 참모부의 멤버가 된다. 대전 뒤 베르사유조약에 의해 참모본부, 군학교, 항공기, 잠수함, 전차의 보유를 금지당하고, 병력도 10만 명으로 제한된 바이마르 공화국의 육군에 남게 되었다. 병무국이 설치되어 철도 전송, 통신, 자동차 전송을 관할하는 교통병감부(독일어: Inspektion der Verkehrstruppen)에 근무했다.
선견지명이 있던 상관 오스발트 루츠(Oswald Lutz) 아래에서 존 프레드릭 찰즈 브라(John Frederick Charies Fuller), 리델 하트(Liddell Hart)와 당시 무명이던 샤를 드 골의 저작의 영향을 받아 자동차 부대와 전차 부대를 이용하는 혁신적인 전술을 개발하기 위해 헝겊이나 합판을 씌운 모형 전차로 전술 연구를 하였다. 독소 비밀 군사 협력에 기초하여 영불의 감시를 피해 소련 오지에서 독일군 장교의 전차 전술의 교육, 훈련에도 관여했다.
1927년 소령으로 승진한 구데리안은 베를린에서 기동 전술 연구를 시작하였고 훗날 전격전으로 알려진 독일군 기동 전술의 토대를 마련하게 된다.
1931년 중령으로 승진한 구데리안은 1933년 대령으로 진급하였으며, 워 게임을 통하여 기동전술 연구를 지속하게 된다. 1935년 구데리안은 신설된 3개 기갑사단 중 2개 기갑사단의 사단장으로 임명되고, 1936년 8월 1일 준장으로, 1938년 2월 4일 소장으로 승진하여 제16군단의 군단장이 된다.
시대를 앞선 자동차의 장래성을 이해하고, 나치스당이 국가사회주의자동차단(NSKK)을 창설하고, 자동차 운전자, 수리 기술자를 대량으로 육성한 히틀러는 구데리안의 전차 부대의 집중 운용에 주목하여 보병의 보조 역할에만 사용해야 한다고 고집하던 보수적인 육군 상층부의 반대를 무릅쓰고 구데리안을 후원했다.
하인츠 구데리안이 1936년에서 1937년 사이에 집필한 저서 '전차 앞으로!'는 근대 전차 및 항공기 전술을 이론적으로 설명한 것이었다. 이는 구데리안 자신뿐 아니라 다른 참모들의 이론도 취합된 것이었지만 저작권은 그에게 귀속되었다. 그가 창조한 독일 전차부대는 제2차 세계대전 동안 독일 육상 전력의 핵심이 되었으며, 전격전 전술로 무장하였다. 이 시기에 그가 완성한 부대 합동 전술은 미국 웨스트 포인트 사관학교와 영국 샌드허스트 사관학교에서도 강의되었다.
구데리안은 1935년 독일의 재군비 선언 아래에서 신설된 제2기갑사단의 사단장에 임명되어, 1937년 저서 [Achtung Panzer!]을 출판했다. 1938년 오스트리아 병합에서 구데리안은 제2기갑사단과 자동차화된 LSSAH 연대를 이끌고 단시간에 빈에 진군하여 자신의 이론의 유용성을 입증했다. 제2기갑사단은 독일 남부의 뷜츠부르크에서 670km, LSSAH 연대는 베를린에서 1,000km을 48시간 만에 주파하여 빈에 도착했다.
2차 세계 대전 초반 구데리안의 임무는 제19군단을 이끌고 폴란드와 프랑스를 침공하는 것이었다. 구데리안은 아르덴 숲을 지나 뮤즈 강을 도하, 연합군을 양분하였으며 프랑스 북부와 벨기에의 연합군 보급을 차단하였다.

## 제2차 세계 대전
제16기갑군단장(2개 기갑사단+1개 자동차화 보병사단)이 된 구데리안은 체코의 즈덴덴 지방에 신속히 진군하는 데 성공했다. 다음 1939년 폴란드 침공에서는 독일 본토와 동프로이센 지방을 갈라놓았던 단지히 회랑을 빠른 속도로 횡단하여 브레스트-리트브스크까지 진격했다.
1940년 프랑스 전역에서는 당초 슐리펜 계획이 준비되었으나, 기밀 누출 사건으로 말미암아 에리히 폰 만슈타인의 작전안을 따라 망치가 되어, 아르덴느 고지를 돌파한 뒤 아미앙에서 됭케르크까지 쾌속 진격을 실시했다. 이러한 진격에 놀란 독일군 상층부에서 여러 차례 정지 명령이 내려왔다. 됭케르크에 이르러 공격은 금지되어, 됭케르크의 기적을 눈앞에 보고만 있어야 했고, 아무 행동도 할 수 없었다. 다음 남하하여 알프스까지 진격해 프랑스군을 괴멸시키는 원동력이 되었다.
그가 만든 전차부대의 집중 운용과 항공 지원에 기초한 전격전은 제2차 세계대전 개전 뒤에 폴란드, 프랑스, 유고슬라비아, 독소전 초기까지 독일에게 대승리를 안겨주었다. 구데리안은 1940년 12월부터 1941년 4월까지 독일을 방문했던 일본의 야마시타 도모유키가 인솔한 육군 군사 시찰단에게 전격전에 관한 강의를 하기도 했다.

### 독소전
1941년 6월 22일에 개시된 바르바로사 작전에서는 중부 집단군에 참가한 제2기갑집단(후에 보급조직이 추가되어 제2기갑군으로 승격)을 지휘해 동료인 헤르만 호트 상급대장이 이끄는 제3기갑집단과 함께 집단군의 주력으로 진격하였다. 주로 집단군 남쪽을 담당해 호트의 부대와 함께 민스크 포위전, 스몰렌스크 포위전에서 대전과를 올렸다. 그가 지휘하는 전차에는 그의 이름의 첫글자 G가 새겨져(호트의 전차에는 H가 새겨져 있다) 위대한 하인츠라는 별명이 붙었다.
이 해 7월 구데리안은 백염검기사 십자장을 받았으며 10월 5일부터 제2의 기갑군 창설을 이끄게 된다. 그는 동부전선에서도 전격전 전술을 이용하여 '재빠른 하인츠'라는 별명을 얻었다.
다음 전략에서는 반대 의견을 내놓았으나 프리하치 소택지 동쪽을 북쪽에서 남하해 남부 집단군과 함께 키에프의 대포위전을 성공시켰다. 이 키에프 전투는 “야전군의 격멸”과 “중요 거점(모스크바) 탈취”라는 상반된 목표에서 야전군의 격멸을 우선시한 작전에 대해 구데리안 자신은 후에 모스크바로 진격해야 했다고 술회했으나, 당시에는 남부 집단군의 이후 진격이 곤란하게 된 일, 또 보급 조직이 스몰렌스크 동쪽으로의 진격에 대해 미정비된 상태라는 이유도 있었기에 실제로는 히틀러가 선택한 야전군 격멸이 정확했다는 의견도 많았다.
그는 놀라울 정도로 빠른 시일내에 스몰렌스크를 점령하였으며 모스크바 침공을 시작하려던 찰나 남쪽 키에프 방면으로 진주하라는 명령을 받게 된다.
다음 모스크바 진격을 재개해 10월에는 브랸스크, 비얀지마에서 2중 포위전에서도 대전과를 쌓아 11월에는 제3기갑군의 게오르그 한스 라인할트 상급대장, 제4기갑군의 에리히 호프너 상급대장과 함께 모스크바 공략을 개시했다. 구데리안은 소(小)모스크바라고 불리던 모스크바의 남쪽 문에 해당하는 요새화된 툴라를 우회해 남쪽에서 모스크바를 노렸다. 그러나 병력, 보급, 준비 등 모든 것이 부족했고, 특히 투라를 우회하는 동안 받은 피해(후에 공격을 실행하는 데 실패), 돌출되었던 남쪽의 개방부의 존재(담당한 제2군은 보병 중심으로 쫓아올 수 없었다), 북쪽의 2개의 기갑군과 남쪽과 서쪽에서 진격했던 구데리안의 제2기갑군과의 사이를 메우는 일과 제4군의 귄터 폰 클루게 원수와 공격이 연동될 수밖에 없는 일, 거기에 소련군이 극동 시베리아에서 일본과의 전투에 대비해 배치했던 다수의 정예부대를 불러와 충분한 예비 전력을 확보한 것 때문에 공격은 곤란하게 되었다.
이후 클루게의 고발로 지휘권을 박탈당하게 된다. 12월 구데리안은 작전을 중지하고 후방에서 월동 준비를 할 것을 히틀러에게 직접 상신했으나, 이로 말미암아 사령관직에서 해임되었다.
그 후 1943년 3월 1일에 기갑병총감에 임명되었다. 그 직책은 부대 지휘권을 갖고 있지 않은 휴직이었으나, 기갑부대의 재건을 위해 구데리안은 열심히 분주하게 일했다. 1944년 7월 20일 히틀러 암살 미수 사건에서 부상당한 쿠르트 자이츨러 상급대장의 후임으로 7월 21일 육군 참모총장에 임명되었다. 히틀러의 작전에 대한 간섭을 저지하고 독일 방위의 중책을 맡았으나, 1945년에 들어 국경을 압박하던 소련군에 대한 방어 전략을 둘러싸고 히틀러와의 대립이 정점에 달해 3월 28일 히틀러로부터 6주간의 휴가를 명령받았으나, 이것은 사실상의 해임이었다.

## 전후
구데리안은 1945년 5월 10일 미군에 항복해 포로가 되었다. 뉘른베르크 재판이 시작되자 구 소련과 폴란드는 전쟁 범죄자로서 구데리안을 기소했으나 결국 기소는 중지되었고 구데리안은 아무런 혐의가 없는 것으로 결론지어졌다. 그의 전쟁기간 동안의 행위들은 모두 정당한 군인의 자세에 입각하였던 것으로 판정된 것이다. 그리고 재판에서 군사 작전에 대한(특히 폴란드 침공에 대해서)증언을 남겼다. 1948년 6월 17일 석방된 뒤 미군 육군 기갑학교에서 강의를 하면서 회상록을 집필했다. 1954년 5월 14일 서독 바바리아 남부에서 사망하였으며 그의 뒤를 이은 아들 하인츠 귄터 구데리안 역시 전후 독일 연방군과 북대서양 조약 기구에서 큰 역할을 담당하였다.

## 하인츠 구데리안의 전술이론
집단적인 기갑부대의 운용 등과 같은 전술이론은 구데리안이 최초로 고안한 것은 아니었지만 사상적 동지들이라 할 수 있는 만슈타인, 클라이스트, 에르빈 롬멜, 호트, 만토이펠 같은 뛰어난 야전 지휘관들이 있었기에 독일군의 전술로 자리 잡을 수 있었다. 여기에 더해 구데리안을 기갑부대의 아버지로 평하는 이유는 전차의 개발에 있어 그가 지대한 영향을 끼쳤기 때문이다.
- 첫째, 차후 확장성에 대한 고려다. 주포의 개량들이 이루어져 전차의 성능을 업그레이드 할 경우 차후 개조가 용이하도록 넉넉하게 공간을 확보하여 전차를 개발했다.

- 둘째, 전차의 3대요소가 화력, 방어력, 기동력인데 그 중 방어력과 기동력은 서로 반비례 하는 요소다. 때문에 이런 모순 관계를 극복하고자 전체의 무게에 관한 가이드라인을 제시하는데 그것은 교량을 통과할 수 있는 무게까지 전차를 개발하기로 결정하였던 것이었다.

- 셋째, 전차 승무원에 관한 최적의 인원을 산출하였는데 그것은 전차장, 장전수, 포수, 조종수, 통신수의 5명이 가장 이상적인 조합이라고 결론내린다.

- 넷째, 모든 전차에 무전기와 내부 통신용 마이크를 장비하는 것이었다. 당시 전차는 지휘관 차량 외는 무전기가 없었고 전차부대는 깃발을 이용한 수신호로 통제하였다.

- 다섯째, 터렛에 360도의 시계 확보가 가능한 전차장 전용 큐포라를 설치하여 전차장이 안전하고도 쉽게 전후방을 파악하여 전차를 통제하여 일사불란한 작전이 가능하도록 하였다.

## 같이 보기
- 독일 국방군
- 나치 독일
- 뉘른베르크 전범 재판

| 전임 신설 | 제1대 제2기갑군 사령관 1941년 10월 5일 – 1941년 12월 25일 | 후임 상급대장 루돌프 슈미트 |

| 전임 아돌프 호이징거 | 제5대 육군최고사령부 장군참모장 1944년 7월 21일 – 1945년 3월 28일 | 후임 한스 크렙스 |